# Койотепекский пополокский язык
Койотепекский пополокский язык (Coyotepec Popoloca) — язык коренного народа, распространённый в штате Пуэбла в Мексике, западнее города Теуакан, восточнее от муниципалитетов Ауатемпан, Койотепек и Сан-Матео. У койотепекского языка есть сан-висенте-койотепекский и сан-матео-соямасалькский (может быть отдельным языком) диалекты.